# رز چوبین
رز چوبین(نام علمی: Rosa gymnocarpa) نام یک گونه از سرده رز است.